# اشبی ریج استیتس (ویرجینیای غربی)
اشبی ریج استیتس (به انگلیسی: Ashby Ridge Estates) یک منطقهٔ مسکونی در ایالات متحده آمریکا است که در شهرستان وود، ویرجینیای غربی واقع شده‌است. اشبی ریج استیتس ۲۲۴٫۰۳ متر بالاتر از سطح دریا واقع شده‌است.